# BamHI
إنزيم BamHI (من باسيلوس أميلولي) (Bacillus amyloli) هو أحد أنواع النوكلِياز الداخِلِيَّة المقيدة من النوع الثاني، لها القدرة على تمييز التسلسلات القصيرة (6 b.p.) من الحمض النووي وتحديدًا شقهم لموقع الهدف. يركز هذا العرض على علاقات الوظيفة البنيوية لإنزيم BamHI كما وصفه نيومان (Newman) وآخرون. (1995). يلتزم BamHI بتمييز التسلسل '5-GGATCC-3' واختراق هذه التسلسلات فقط بعد الغوانين 5 في كل جديلة. تنتج هذه الانقسام عن «نهايات مثبتة» بطول 4 b.p.. في نموذجها غير المقيد، تعرض BamHI الورقة الوسطى بي المستقرة بين اللوالب. BamHI جزيء فريد من نوعه للغاية حيث أنه يخضع لسلسلة من التغيرات المتعلقة بتكوين الجزيء غير التقليدية عند تمييز الحمض النووي. يسمح ذلك للحمض النووي بالحفاظ على تكوينه الطبيعي B-DNA دون تشويه لتسهيل ربط الإنزيم. BamHI مركب مزدوج متماثل. يكون الحمض النووي مقيدًا في الشق الكبير الموجود بين المركبات المزدوجة؛ يُقيد الإنزيم بطريقة «كروس» تخصص كل وحدة فرعية لإنزيم BamHI غالبية اتصالاتها بالعمود الفقري بالفوسفات لموقع نصف الحمض النووي ولكن تتم اتصالات قاعدة الاقتران بين كل وحدة فرعية لإنزيم BamHI والقواعد النيتروجينية في الأخدود الرئيسي لموقع نصف الحمض النووي. يلتزم البروتين بالقواعد عن طريق الروابط الهيدروجينية المباشرة أو الروابط الهيدروجينية بين البروتين وكل مجموعة مانحة أو قابلة للرابطة الهيدروجينية في الأخدود العظيم. تتكون اتصالات الأخدود العظيم عن طريق الذرات المستقلة في النهاية الأمينية لحزمة الحلزون 4. تمثل هذه الحزمة واجهة المركب المزدوج BamHI، ومن المعتقد أن العزم ثنائي الأقطاب لذرات NH2-الطرفية في هذه الحزمة قد يساهم في تحقيق الثبات الكهروإستاتيكي.
 مواقع التمييز بين BamHI والحمض النووي الدنا يتميز إنزيم BamHI بالقدرة على تكوين أعداد كبيرة من مناطق التلامس مع الحمض النووي. يساعد الربط الهيدروجيني بواسطة الماء بجانب تفاعلات السلسلة الرئيسية والسلسلة الجانبية في ربط سلسلة تمييز BamHI. في الأخدود الرئيسي، تحدث غالبية اتصالات الإنزيم أو الحمض النووي في النهاية الأمينية لتوازي حزمة الحلزون 4 وتتكون من a4 وa6 من كل وحدة فرعية. على الرغم من أن a 6 من كل وحدة فرعية لا تدخل الأخدود الرئيسي للحمض النووي، لذا تتفاعل حلقاتها السابقة مع النهايات الخارجية لموقع التمييز. على النقيض من ذلك، لا تدخل a 4 من كل وحدة فرعية الأخدود الرئيسي في مركز تسلسل التمييز. وتتكون من إجمالي 18 رابطًا بين الإنزيم والحمض النووي عبر سلسلة تمييز قاعدة الاقتران 6 (12 مباشرة و6 روابط بواسطة الماء). وعلى النحو المبين بالأعلى، تربط الوحدات الفرعية L وR بواسطة طرق متعددة، حيث تحتك الوحدة الفرعية R لإنزيم BamHI بموقع نصف الحمض النووي الأيمن لسلسلة التمييز. يعد ربط كل وحدة BamHI مماثلًا تمامًا لشريكها المتناظر. يحتوي موقع التمييز لإنزيم BamHI على تسلسل متناوب يمكن تخفيضه للنصف لتيسير إظهار الروابط.
بنهاية عام 2010، كان هناك 5 بنى كريستالية لإنزيم BamH1 في بنك بيانات البروتين

## وصلات خارجية
- Deoxyribonuclease+BamHI في المكتبة الوطنية الأمريكية للطب نظام فهرسة المواضيع الطبية (MeSH).